# 贊格蘭區
贊格蘭區是阿塞拜疆的一個區，位於該國西南部，西鄰亞美尼亞，南隔庫拉河與伊朗相望。面積707平方公里，1993年人口32,500人。首府贊格蘭。
1930年建區。納戈爾諾-卡拉巴赫戰爭爆發後全境為阿爾察赫共和國佔領。2020年納戈爾諾-卡拉巴赫戰爭爆發後，贊格蘭區的很多地方重新回到阿塞拜疆控制之下。